# 麥克萊冰原島峰
75°59′S 159°30′E / 75.983°S 159.500°E
麥克萊冰原島峰（英語：McLea Nunatak）是南極洲的冰原島峰，位於奧次地，屬於查爾斯王子山脈的一部分，由新西蘭探險隊命名，現時由南極條約體系管理。